# Mühlhausen (Twistetal)
Mühlhausen ist einer von insgesamt sieben Ortsteilen der Gemeinde Twistetal im nordhessischen Landkreis Waldeck-Frankenberg.

## Geographische Lage
Durch den Ort verläuft die Landesstraße 3297.

## Geschichte

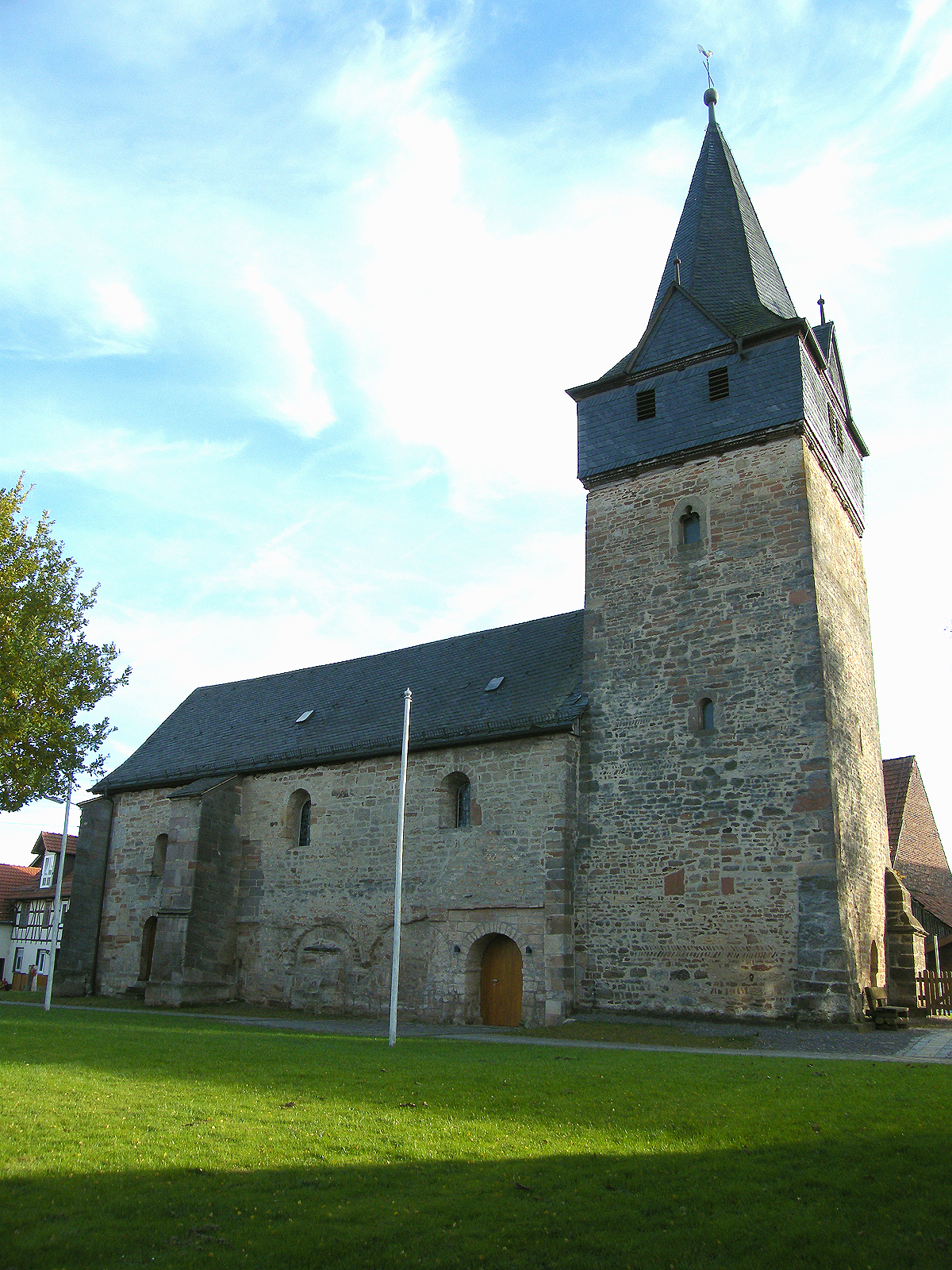
St. Georgskirche

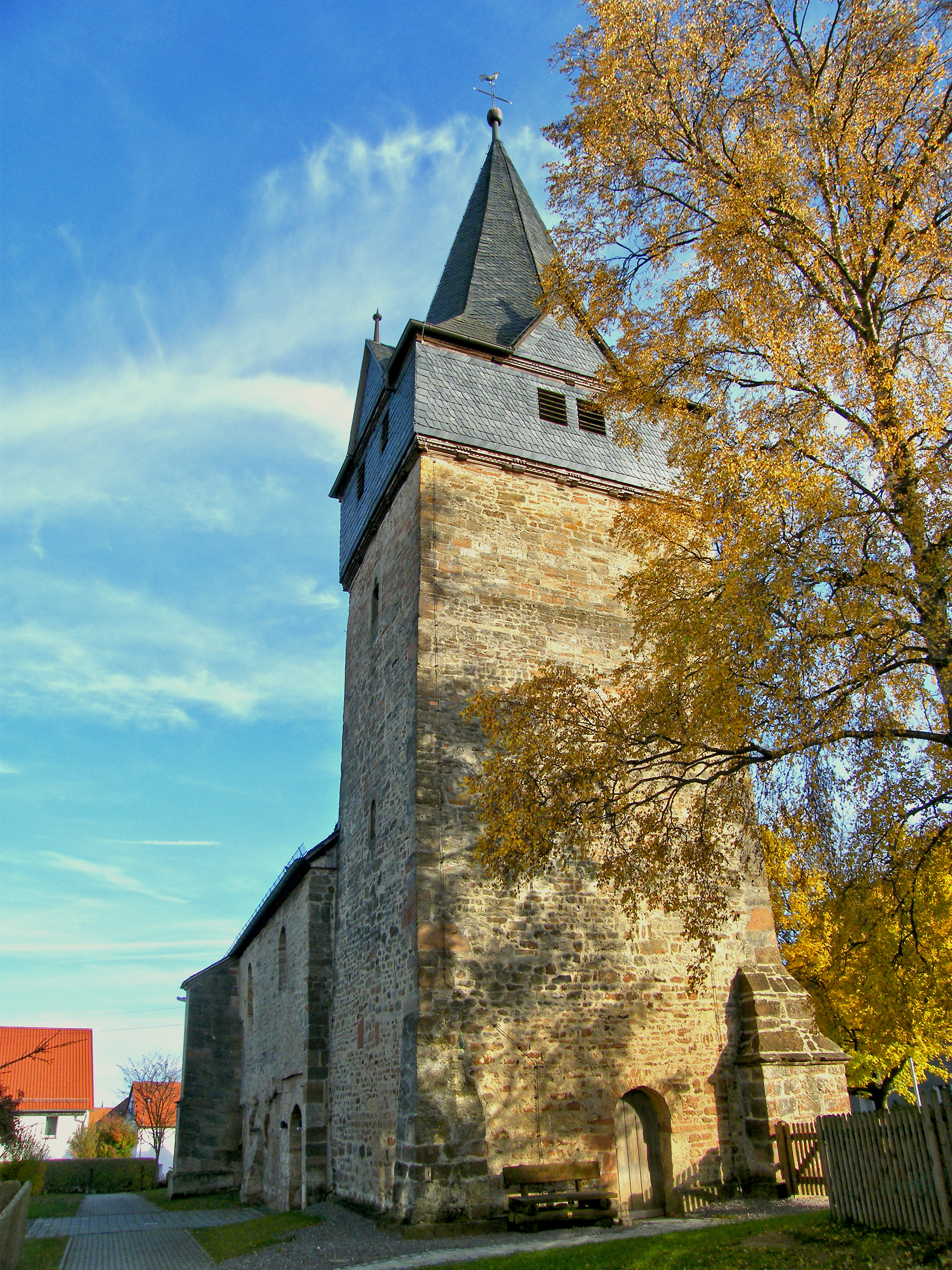
St. Georgskirche (Turm)

### Ortsgeschichte
Im Jahr 860 wurde der Ort als Mulinghusen in Corveyischem Besitz erwähnt. 1731 gab es einen Eisenhammer und ein Hüttenwerk - Noch heute trägt diese Region die Bezeichnung „Mühlhäuser Hammer“. Auf dem „Mörderkopf“ rund vier Kilometer vom Ort entfernt finden sich Reste eines ringförmigen Wallgrabens und Fundamentreste einer hochmittelalterlichen Burganlage, die vermutlich im 11. oder 12. Jahrhundert errichtet wurde.

### Hessische Gebietsreform (1970–1977)
Zum 31. Dezember 1971 fusionierte die bis dahin selbständige Gemeinde Mühlhausen im Zuge der Gebietsreform in Hessen mit fünf weiteren Gemeinden freiwillig zur neuen Großgemeinde Twistetal.
Der Verwaltungssitz befindet sich in Twiste. Heute ist in einem ehemaligen Gutshaus die Gemeindeverwaltung der Gemeinde Twistetal untergebracht. Für alle im Zuge der Gebietsreform nach Twistetal eingegliederten Gemeinden wurden Ortsbezirke mit Ortsbeirat und Ortsvorsteher nach der Hessischen Gemeindeordnung gebildet.

### Verwaltungsgeschichte im Überblick
Die folgende Liste zeigt die Staaten und Verwaltungseinheiten, denen Mühlhausen angehört(e):
- 1537 und später: Heiliges Römisches Reich, Grafschaft Waldeck, Amt Mengeringhausen
- 1712:  Heiliges Römisches Reich, Fürstentum Waldeck, Amt Arolsen
- ab 1712: Heiliges Römisches Reich, Fürstentum Waldeck, Amt Arolsen
- ab 1807: Fürstentum Waldeck, Amt Arolsen
- ab 1815: Fürstentum Waldeck, Oberamt der Diemel
- ab 1816: Fürstentum Waldeck, Oberjustizamt der Twiste
- ab 1850: Fürstentum Waldeck-Pyrmont (seit 1849), Kreis des Eisenbergs[Anm. 1]
- ab 1867: Fürstentum Waldeck-Pyrmont (Akzessionsvertrag mit Preußen), Kreis des Eisenbergs
- ab 1871: Deutsches Reich, Fürstentum Waldeck-Pyrmont, Kreis des Eisenbergs
- ab 1919: Deutsches Reich, Freistaat Waldeck-Pyrmont, Kreis des Eisenbergs
- ab 1929: Deutsches Reich, Freistaat Preußen, Provinz Hessen-Nassau, Regierungsbezirk Kassel, Kreis des Eisenbergs
- ab 1942: Deutsches Reich, Freistaat Preußen, Provinz Hessen-Nassau, Regierungsbezirk Kassel, Landkreis Waldeck
- ab 1944: Deutsches Reich, Freistaat Preußen, Provinz Kurhessen, Regierungsbezirk Kassel, Landkreis Waldeck
- ab 1945: Deutsches Reich, Amerikanische Besatzungszone, Groß-Hessen, Regierungsbezirk Kassel, Landkreis Waldeck
- ab 1946: Deutsches Reich, Amerikanische Besatzungszone, Land Hessen, Regierungsbezirk Kassel, Landkreis Waldeck
- ab 1949: Bundesrepublik Deutschland, Hessen, Regierungsbezirk Kassel, Landkreis Waldeck
- ab 1972: Bundesrepublik Deutschland, Hessen, Regierungsbezirk Kassel, Landkreis Waldeck, Gemeinde Twistetal
- ab 1974: Bundesrepublik Deutschland, Hessen, Regierungsbezirk Kassel, Landkreis Waldeck-Frankenberg, Gemeinde Twistetal

### Bevölkerung
Einwohnerstruktur 2011
Nach den Erhebungen des Zensus 2011 lebten am Stichtag dem 9. Mai 2011 in Mühlhausen 624 Einwohner. Darunter waren 3 (0,5 %) Ausländer. Nach dem Lebensalter waren 126 Einwohner unter 18 Jahren, 264 waren zwischen 18 und 49, 99 zwischen 50 und 64 und 135 Einwohner waren älter. Die Einwohner lebten in 249 Haushalten. Davon waren 60 Singlehaushalte, 66 Paare ohne Kinder und 96 Paare mit Kindern, sowie 21 Alleinerziehende und 3 Wohngemeinschaften. In 57 Haushalten lebten ausschließlich Senioren und in 150 Haushaltungen leben keine Senioren.
Einwohnerentwicklung
 Quelle: Historisches Ortslexikon
| • 1541: | 35 Häuser |
| • 1620: | 47 Häuser |
| • 1650: | 23 Häuser |
| • 1738: | 57 Häuser |
| • 1770: | 82 Häuser |

| Mühlhausen: Einwohnerzahlen von 1770 bis 2015 | Mühlhausen: Einwohnerzahlen von 1770 bis 2015 | Mühlhausen: Einwohnerzahlen von 1770 bis 2015 | Mühlhausen: Einwohnerzahlen von 1770 bis 2015 | Mühlhausen: Einwohnerzahlen von 1770 bis 2015 |
| --- | --------------------------------------------- | --------------------------------------------- | --------------------------------------------- | --------------------------------------------- |
| Jahr |                                               |                                               |                                               | Einwohner                                     |
| 1770 | 1770                                          |                                               | 429                                           | 429                                           |
| 1834 | 1834                                          |                                               | 546                                           | 546                                           |
| 1840 | 1840                                          |                                               | 596                                           | 596                                           |
| 1846 | 1846                                          |                                               | 569                                           | 569                                           |
| 1852 | 1852                                          |                                               | 631                                           | 631                                           |
| 1858 | 1858                                          |                                               | 595                                           | 595                                           |
| 1864 | 1864                                          |                                               | 562                                           | 562                                           |
| 1871 | 1871                                          |                                               | 538                                           | 538                                           |
| 1875 | 1875                                          |                                               | 509                                           | 509                                           |
| 1885 | 1885                                          |                                               | 527                                           | 527                                           |
| 1895 | 1895                                          |                                               | 537                                           | 537                                           |
| 1905 | 1905                                          |                                               | 544                                           | 544                                           |
| 1910 | 1910                                          |                                               | 529                                           | 529                                           |
| 1925 | 1925                                          |                                               | 555                                           | 555                                           |
| 1939 | 1939                                          |                                               | 627                                           | 627                                           |
| 1946 | 1946                                          |                                               | 801                                           | 801                                           |
| 1950 | 1950                                          |                                               | 770                                           | 770                                           |
| 1956 | 1956                                          |                                               | 656                                           | 656                                           |
| 1961 | 1961                                          |                                               | 662                                           | 662                                           |
| 1967 | 1967                                          |                                               | 691                                           | 691                                           |
| 1980 | 1980                                          |                                               | ?                                             | ?                                             |
| 1990 | 1990                                          |                                               | ?                                             | ?                                             |
| 2000 | 2000                                          |                                               | ?                                             | ?                                             |
| 2008 | 2008                                          |                                               | 636                                           | 636                                           |
| 2011 | 2011                                          |                                               | 624                                           | 624                                           |
| 2015 | 2015                                          |                                               | 636                                           | 636                                           |
| Datenquelle: Historisches Gemeindeverzeichnis für Hessen: Die Bevölkerung der Gemeinden 1834 bis 1967. Wiesbaden: Hessisches Statistisches Landesamt, 1968. Weitere Quellen: ; Gemeinde Twistetal; Zensus 2011 |                                               |                                               |                                               |                                               |

Historische Religionszugehörigkeit
| • 1885: | 534 evangelische (= 99,44 %), 3 katholische (= 0,56 %) Einwohner  |
| • 1961: | 629 evangelische (= 95,02 %), 26 katholische (= 3,93 %) Einwohner |

## Kirche
Die Mühlhauser Kirche stammt aus dem 12. Jahrhundert und ist dem Heiligen St. Georg geweiht. Durch eine Schenkung wurde sie Eigentum des Klosters Boke, das 1104 nach Flechtdorf verlegt wurde und damit zum Kloster Flechtdorf wurde. Sie befindet sich mitten im Dorf auf einem geringfügig erhöhten ehemaligen Kirchhof (Friedhof). Die Bauform hat große Ähnlichkeit mit der Kirche von Berndorf. Ursprünglich war sie eine romanische gewölbte Pfeilerbasilika mit quadratischem Chor und Westturm. Die Seitenschiffe wurden 1787 abgebrochen. Der vermutlich wesentlich ältere Turm bekam etwa zur gleichen Zeit einen verschieferten Fachwerkaufsatz und einen achtseitigen Spitzhelm mit vier Giebelchen.
Die ehemaligen Arkaden im Schiff wurden zum Mittelschiff vermauert, dies ist außen am Mauerwerk noch gut zu erkennen. Die westliche Arkade an der Nordseite dient als Eingang. Im Jahr 1844 wurde ein Windfang aus Fachwerk angebaut. Die Rundbogenfenster im Schiff und im Chor wurden in der Barockzeit erweitert.
2010 wurde eine Sanierung der St. Georg-Kirche abgeschlossen.

## Regelmäßige Veranstaltungen
- Alle sieben Jahre findet ein Freischießen statt.

## Persönlichkeiten
- Christian Winterberg (1767–1827), Bürgermeister und Politiker
- Johannes Friedrich Emde (1806–1882), Landtagsabgeordneter in Waldeck, von 1854 bis 1872 Bürgermeister von Mühlhausen
- Eduard Emde (1841–1929), Landtagsabgeordneter in Waldeck, von 1878 bis 1888 Bürgermeister von Mühlhausen